# Parque inundable La Marjal
El Parque Inundable La Marjal es una infraestructura verde ubicada en el barrio de la Playa de San Juan, en la ciudad de Alicante (España). Inaugurado en marzo de 2015, se trata del primer parque urbano inundable de España, diseñado para mitigar los efectos de las lluvias torrenciales y, al mismo tiempo, ofrecer un espacio de esparcimiento y conservación de la biodiversidad.

## Historia
La idea inicial del parque se concibió en 2011, y el proyecto fue desarrollado por técnicos municipales y Aguas de Alicante. La construcción se llevó a cabo sobre terrenos que, en tiempos pasados, formaban un marjal, un tipo de humedal característico del litoral mediterráneo. Con un presupuesto de 3,67 millones de euros, la obra se completó en 2015, dando lugar a una solución innovadora frente a los problemas de inundaciones en la zona de la playa de San Juan.

## Características
El parque ocupa una superficie de 36 700 m² y está diseñado para cumplir tres funciones principales:
- Función hidráulica: En caso de lluvias intensas, el parque actúa como un vaso de retención capaz de almacenar hasta 45 000 m³ de agua pluvial. Dos colectores ubicados en las avenidas cercanas recogen el agua de las crecidas y la canalizan hasta los estanques del parque. Posteriormente, el agua se deriva a la estación depuradora de aguas residuales de Monte Orgegia para su tratamiento y reutilización en el riego de zonas verdes.[2]

- Función ecológica: El diseño del parque recrea diversos ecosistemas mediterráneos, incluyendo zonas de vegetación de ribera, cultivos agrícolas de secano y vegetación forestal. Estas áreas proporcionan hábitats para una variedad de especies de flora y fauna, convirtiendo al parque en un refugio para aves migratorias y residentes.[3]

- Función social: Además de su papel en la gestión del agua y la conservación ecológica, el parque ofrece instalaciones para el ocio y la educación ambiental. Cuenta con un mirador, paneles explicativos, aparatos para ejercicios físicos, pasarelas, nidales para aves, aparcamiento de bicicletas y sistemas de alarma en caso de inundación. También se realizan actividades como visitas escolares y observación de aves.[4]

## Reconocimientos
Desde su inauguración, el Parque La Marjal ha sido reconocido por su innovación y eficacia. En 2015, recibió el premio Alhambra al mejor proyecto del año por la Asociación Española de Parques y Jardines Públicos. Además, ha sido presentado como ejemplo de infraestructura verde en eventos internacionales como la COP25 en 2019.